# José Manuel Cabezudo
José Manuel Cabezudo Moreno (Zaragoza, Aragón, España, 4 de octubre de 1962) es un exbaloncestista español. Con 1,96 m de estatura, jugaba en la posición de alero.

## Trayectoria
- Liga Nacional. C.B.Zaragoza Skol (1981–1982)
- C.B. Olivar (1982–1983)
- Primera B. Lagisa Gijón (1984–1985)
- Primera B. Caja Rioja (1985–1986)
- ACB. Cajabilbao (1986–1989)
- ACB. CB Breogán (1989–1993)
- ACB. Argal Huesca (1993–1994)